# Hieracium bipediforme
Hieracium bipediforme es una especie de planta con flor del género Hieracium, de la familia Asteraceae, orden Asterales.

## Distribución
Hieracium bipediforme se distribuye por Islandia.

## Taxonomía
Fue descrita científicamente por Dahlst. Fue publicada en Ark. Bot. 3(10): 22 (1904).